# Uroderma bilobatum
Uroderma bilobatum é uma espécie de morcego da família Phyllostomidae. É um morcego de tamanho médio, tendo uma pelagem cinza com uma faixa branca pálida descendo no meio das costas. Principalmente um frugívoro, pode complementar sua dieta com insetos, partes de flores, pólen e néctar. Tem o comportamento curioso de construir "tendas" com folhas grandes em forma de leque. Tais poleiros fornecem uma excelente proteção contra as chuvas tropicais, e um único poleiro pode abrigar vários morcegos simultaneamente. É uma espécie bastante comum em sua distribuição geográfica; portanto, seu status de conservação é listado como de menor preocupação.

## Taxonomia
A espécie faz parte da família Phyllostomidae, que contém 49 gêneros, tendo uma maior variedade de hábitos alimentares do que qualquer outra família de morcegos. Carnívoros, frugívoros e morcegos que se alimentam de sangue ou néctar e pólen estão todos representados nesta família. O Uroderma bilobatum é caracterizado por uma estrutura especial que consiste em uma projeção em forma de folha que se estende a partir de uma base em forma de ferradura presa ao lábio superior. Esses morcegos enviam seus chamados de ecolocalização pelas narinas e, portanto, a folha nasal pode ajudar a direcionar os sons que emitem. Tais sons possuem frequência baixa, dificultando a identificação. Por tal razão, às vezes são chamados de "morcegos sussurrantes".
Dentro da Phyllostomidae está a subfamília Stenodermatinae, cujos membros são às vezes chamados de morcegos sem cauda. Esses 17 gêneros da América Central têm ombros e faces largas e membranas caudais estreitas, com uma cauda muito reduzida ou ausente. A projeção para cima da folha do nariz tem dois vincos e a parte inferior é pelo menos parcialmente livre. O formato de seus rostos foi relacionado à dieta frugívora. Tais animais são conhecidos por colher frutas com a boca e levá-las para um poleiro noturno para consumi-las. Assim, são importantes dispersores de sementes para certas plantas.
Os morcegos do gênero Uroderma são caracterizados por uma faixa branca clara que desce nas costas e dois pares de faixas brancas no rosto. A membrana da cauda é curvada em forma de "u" e não tem pelos ao longo de sua borda. Este gênero inclui duas espécies: Uroderma bilobatum Peters (1866) e Uroderma magnirostrum Davis (1968).
Uroderma bilobatum inclui seis subespécies:
- U.b. bilobatum Peters
- U.b. trinitatum Davis
- U.b. thomasi Andersen
- U.b. convexum Lyon
- U.b. molaris Davis
- U.b. davisi Baker e McDaniel

## Etimologia
O nome do gênero Uroderma é derivado das palavras gregas "uro", que denota "cauda", e "derma", que quer dizer "pele", significando assim "cauda de pele". Isso descreve a membrana da cauda, que é feita inteiramente de pele, sem as vértebras da cauda. A palavra adequada para "cauda" no grego antigo é, no entanto, "oura" (οὐρά).
O nome bilobatum tem suas raízes nas palavras gregas e latinas "bi" para "dois" e "lobat" para "lobado", em referência aos seus primeiros incisivos superiores, que têm dois lobos.

## Descrição
Uroderma bilobatum possui tamanho médio, pesando entre 13–20 g e comprimento corporal de 59–69 mm. Normalmente, as fêmeas são ligeiramente maiores que os machos. A cor da pelagem varia do cinza escuro ao marrom acinzentado, com a barriga um pouco mais clara que o dorso. Os pelos individuais de sua pelagem são bicolores, sendo mais claros na base do que no topo. Uma faixa fina e branca desce do meio das costas, de trás da cabeça, até a garupa. O rosto tem dois pares simétricos marcantes de listras brancas. Um par vai na cabeça, entre e atrás das orelhas. O outro par está logo abaixo do olho. Tal máscara pode servir como camuflagem, tornando seus olhos menos óbvios para possíveis predadores. A folha do nariz e as orelhas marrons são orladas de amarelo ou branco. Eles têm uma membrana da cauda em forma de "u" que é praticamente sem pelos e mede de 14–16 mm de comprimento. Uma visão dorsal do crânio revela uma depressão entre o osso frontal e o focinho. Ao todo, possui 32 dentes.

## Distribuição geográfica
A espécie pode ser encontrada na América Central e na América do Sul. Varia de Oaxaca e Veracruz, no México, ao Peru, Bolívia e sudeste do Brasil.. Outros países incluem Belize, Guatemala, El Salvador, Honduras, Nicarágua, Costa Rica, Panamá, Colômbia, Venezuela, Guiana, Suriname, Guiana Francesa, Trinidad e Tobago e Equador. A maioria dos espécimes foi coletada em altitudes abaixo de 600 m, mas alguns foram encontrados a até 1.500 m acima do nível do mar.

## Habitat e dieta

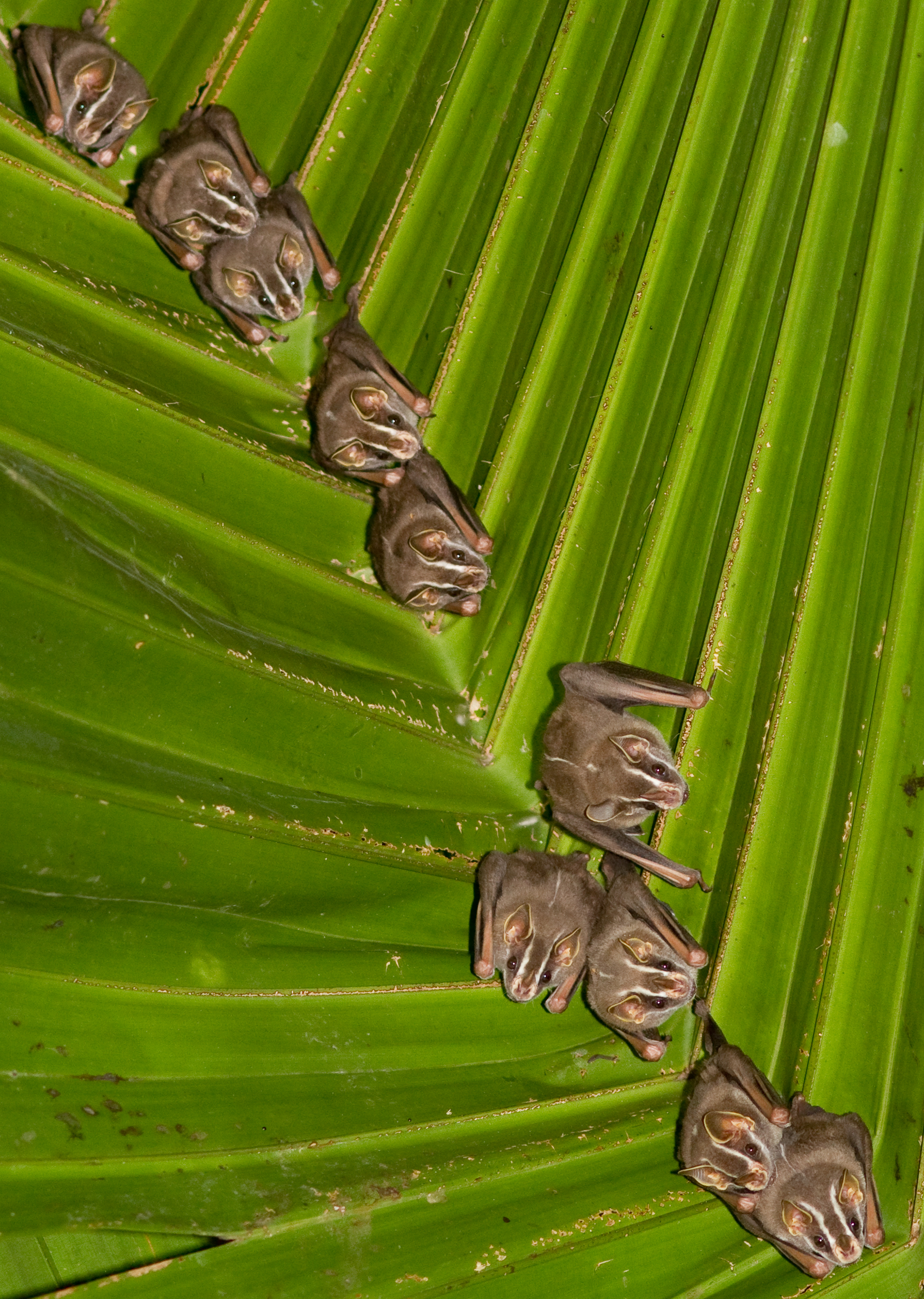
Morcegos da espécie Uroderma bilobatum

Uroderma bilobatum vive em florestas perenes e decíduas de baixa altitude, florestas secundárias e pomares de frutas. São principalmente frugívoros e foram observados carregando pequenos figos verdes em suas bocas. Às vezes, podem complementar sua dieta com insetos, partes de flores ou néctar.

## Fisiologia
Durante o voo, sua frequência cardíaca é de cerca de 900 batimentos por minuto. No entanto, normalmente gastam apenas 30 minutos por dia voando. Os batimentos são reduzidos para uma média de 490 por minuto durante o repouso à noite e diminui para uma média de 375 batimentos por minuto durante o descanso durante o dia. Sua frequência cardíaca diurna é periodicamente (duas a três vezes por hora por 5 a 7 minutos cada vez) reduzida ainda mais para 200–250 batimentos por minuto como parte de uma aparente estratégia para reduzir o gasto de energia. Tal conservação é importante para sua sobrevivência, pois suas reservas de gordura seriam usadas em 24 horas caso não se alimentassem.

## Reprodução
As fêmeas podem se reproduzir duas vezes ao ano. No Panamá, observou-se que a gestação ocorria em fevereiro e junho. Na Costa Rica, as fêmeas grávidas mudam-se para os coqueiros em julho, logo no início da estação chuvosa, e exibem sincronia no parto. Cada ninhada consiste em apenas um filhote, que nasce após um período de gestação de 4-5 meses. As fêmeas lactantes formam "colônias de maternidade", compostas por a 20-40 indivíduos em um poleiro. Empoleirar-se em grupos pode ter benefícios em termos de termorregulação para os filhotes e mães lactantes. As fêmeas não carregam seus filhotes em seus voos noturnos de busca de alimentos; no entanto, aparentemente elas primeiro movem seus filhotes para poleiros mais protegidos antes de começar a forragear. Os filhotes tornam-se independentes após um mês.

## Empoleiramento
Os morcegos da espécie Uroderma bilobatum exibem um comportamento curioso de empoleiramento. Tal espécie dobra ao meio uma grande folha de modo a formar um abrigo em forma de "v" invertido. Esta "tenda" oferece abrigo do sol, vento e chuva. Eventualmente, a folha seca e se desprende da planta, tornando necessário construir uma nova, o que leva várias noite. Surpreendentemente, uma única tenda pode ser usada por até 60 dias. A espécie prefere as folhas grandes e únicas de bananeiras e palmeiras pinadas ou palmas. Podem empoleirar-se em grupos de 2 a 59 indivíduos e são facilmente sobressaltados de seus ninhos durante o dia. Tendem a escolher árvores altas, mas não as árvores mais altas da área. Árvores mais altas podem oferecer a eles maior proteção contra predadores, mas árvores muito altas provavelmente os exporiam a ventos fortes. Uma preferência adicional foi demonstrada por frondes mais jovens, que também estão geralmente mais longe do solo.
Devido à natureza de seus poleiros, os morcegos tendem a ser mais nômades do que os morcegos que se empoleiram em cavernas. Alguns sugerem que essa adaptação pode permitir que eles rastreiem as fontes de alimentos ao longo das estações. As tendas também podem fornecer proteção contra predadores que visam abrigos de morcegos típicos, como cavernas e árvores ocas. No entanto, as desvantagens de tal estilo de vida incluem os custos energéticos que os morcegos têm de gastar na criação de novas tendas a cada poucos meses e a proteção reduzida contra o clima oferecida por tais abrigos.

## Relação com os humanos e estado de conservação
Uroderma bilobatum é um morcego muito comum dentro de sua área geográfica. Embora tenha demonstrado alguma tolerância com clareiras florestais artificiais, muita perda de florestas tropicais de planície pode afetar negativamente sua sobrevivência. Seu status de conservação está atualmente listado como "espécie pouco preocupante", conforme classificação outorgada pela União Internacional para a Conservação da Natureza.